# Lysistrata (operetă Gherase Dendrino)
Lysistrata este o operetă în două acte de Gherase Dendrino.
Libretul: Nicușor Constantinescu și George Voinescu.
Premiera: „Teatrul de Stat de Operetă” din București, 31 decembrie 1960.

## Subiectul
Acțiunea spectacolului „Lysistrata” se desfășoară în Atena, la apus, la poalele Acropolei. Lysistrata le-a chemat pe toate femeile din Grecia, măcinată de bătălii, care ajung la întîlnire pentru a afla despre ce este vorba. Ea le cere sprijinul pentru a termina războiul: femeile trebuie să facă un jurămînt care le obligă la abstinență sexuală pînă cînd soții lor, neputînd să-și satisfacă pornirile sexuale, vor îmbrățișa pacea. Toate au jurat și se îndreaptă spre stînca sfîntă de la Acropole, unde femeile mai în vîrstă au luat, deja, poziție. Sexul slab se revoltă!